# Valerian y la ciudad de los mil planetas
Valerian y la ciudad de los mil planetas (en francés Valérian et la Cité des mille planètes) es una película de acción, aventura y ciencia ficción francesa de 2017, escrita y dirigida por Luc Besson y coproducida por Besson y su esposa, Virginie Besson-Silla. La película se basa en la serie francesa de ciencia ficción Valérian y Laureline, escrita por Pierre Christin e ilustrada por Jean-Claude Mézières. La cinta está protagonizada por Dane DeHaan y Cara Delevingne, como Valerian y Laureline, respectivamente; con Clive Owen, Rihanna, Ethan Hawke, Herbie Hancock, Kris Wu y Rutger Hauer en papeles secundarios. Besson buscó fuentes independientes que financiaran Valerian, y con un presupuesto de producción entre 177 y 209 millones de dólares, es a la vez la película europea e independiente más cara jamás hecha.
La película fue estrenada por STX Entertainment el 21 de julio de 2017 en Estados Unidos y el 26 de julio en Francia por EuropaCorp. Valerian recibió revisiones mixtas de los críticos de cine americanos, quienes criticaron la escritura y la trama, no fue así por una buena parte de críticos europeos, que supieron ver más allá de los efectos visuales, y ha recaudado $211.432.284 dólares en todo el mundo.

## Trama
En el siglo 28, debido a la cooperación entre la Tierra y los pueblos extraterrestres, la antigua Estación Espacial Internacional se expandió hasta que su masa amenaza con causar una interrupción gravitacional en la Tierra misma. Reubicado en el espacio profundo, se convierte en Alpha, una ciudad que viaja por el espacio habitada por miles de especies de miles de planetas. La Federación Humana Unida crea una división de policía para preservar la paz en toda la galaxia. Entre su personal se encuentran el arrogante Mayor Valerian y su compañera, la sensata Sargento Laureline.
De camino a una misión, Valerian sueña con un planeta, Mül, donde una raza humanoide de baja tecnología vive en paz. Pescan perlas que contienen enormes cantidades de energía y usan animales para replicarlas. Los restos comienzan a caer en picado desde el cielo, seguidos por una enorme nave espacial que provoca una explosión que aniquila a todos los seres del planeta. Algunos de los habitantes ingresan a un recipiente desechado, atrapándose accidentalmente dentro, pero la princesa del planeta, Lihö-Minaa, está varada afuera. Justo antes de su muerte, transmite un mensaje telepático.
Conmocionado, Valerian se despierta. El análisis revela que podría haber recibido una señal del otro lado del tiempo y el espacio. Se entera de que su misión es recuperar un "convertidor Mül". Es el último de su tipo, y actualmente está en manos del traficante del mercado negro Igon Siruss. Valerian le pide a Laureline que se case con él, pero ella lo ignora.
En un mercado en el planeta Kirian en una dimensión alternativa, Valerian interrumpe una reunión entre Igon y dos figuras encapuchadas que se parecen a los humanoides de su visión. Buscan al convertidor, al pequeño animal en su visión. Valerian y Laureline recuperan el convertidor y roban una de las perlas de energía. A bordo de su nave, Valerian se entera de que Mül fue destruido 30 años antes y toda la información al respecto es clasificada.
Regresan a Alpha, donde el comandante Arün Filitt les informa que el centro de la estación ha sido irradiado por una fuerza desconocida, lo que la vuelve altamente tóxica. Las tropas enviadas al área no han regresado y la radiación está aumentando. A Laureline y Valerian se les asigna proteger al comandante durante una cumbre entre estaciones para discutir la crisis; en contra de los deseos del comandante, Laureline mantiene la posesión del convertidor.
Durante la cumbre, humanoides no identificados atacan repentinamente, incapacitando a todos y secuestrando a Filitt. Valerian persigue a los secuestradores hasta el área irradiada pero choca su avión espacial durante la persecución. Laureline recluta a corredores de información extraterrestres conocidos como Dogan Daguis para rastrear a Valerian y lo encuentra inconsciente en el borde de la zona irradiada. Ella lo despierta, pero es secuestrada por una tribu primitiva, los Boulan Bathors del planeta Goara, y presentada en la cena de su emperador como plato principal. Valerian se infiltra en el territorio de la tribu con la ayuda de Bubble, que cambia de forma. Rescatan a Laureline y escapan, pero Bubble resulta fatalmente herida.
Valerian y Laureline se adentran más en el área irradiada, descubren que no es peligrosa y que contiene los restos de una nave espacial antigua. Llegan a un gran salón protegido donde encuentran a los humanoides, conocidos como las Perlas, con Filitt inconsciente. El líder de las Perlas, el emperador Haban Limaï, explica que su pueblo vivía en paz en Mül hasta que se produjo una batalla entre la Federación y otra facción. Filitt, el comandante humano, ordenó el uso de misiles de fusión que desactivaron la nave nodriza enemiga y la enviaron a estrellarse contra el planeta, aniquilando a Mül. Tras su fallecimiento, la princesa Lihö-Minaa transfirió su alma al cuerpo de Valerian.
Cuando las perlas sobrevivientes quedaron atrapadas en un vehículo espacial derribado de la batalla, lograron repararlo y aprendieron la tecnología y la historia de los humanos. Eventualmente llegaron a Alpha, donde asimilaron más conocimiento y construyeron su propia nave. Necesitaban el convertidor y la perla para lanzar su nave y encontrar un planeta para recrear su mundo natal. Filitt admite su papel en el genocidio, pero argumenta que era necesario poner fin a la guerra, al igual que el encubrimiento, para evitar que los humanos perdieran su credibilidad e influencia en Alpha. Valerian y Laureline no están de acuerdo, argumentando que el comandante está tratando de evitar las consecuencias de sus acciones. Cuando Filitt se vuelve beligerante, Valerian lo noquea. 
Valerian le entrega la perla que le quitó a Igon y Laureline lo convence de que devuelva el convertidor. Mientras los Pearls preparan su nave espacial para el despegue, los soldados robot K-Tron de Filitt atacan a los Pearls y a los soldados del gobierno enviados para ayudar a Valerian, pero finalmente son derrotados. La nave espacial parte y Filitt es arrestado. Valerian y Laureline quedan a la deriva a bordo de un Apolo Command/Service Module, y Laureline responde a la propuesta de matrimonio de Valerian con un "tal vez" mientras esperan el rescate.

## Reparto

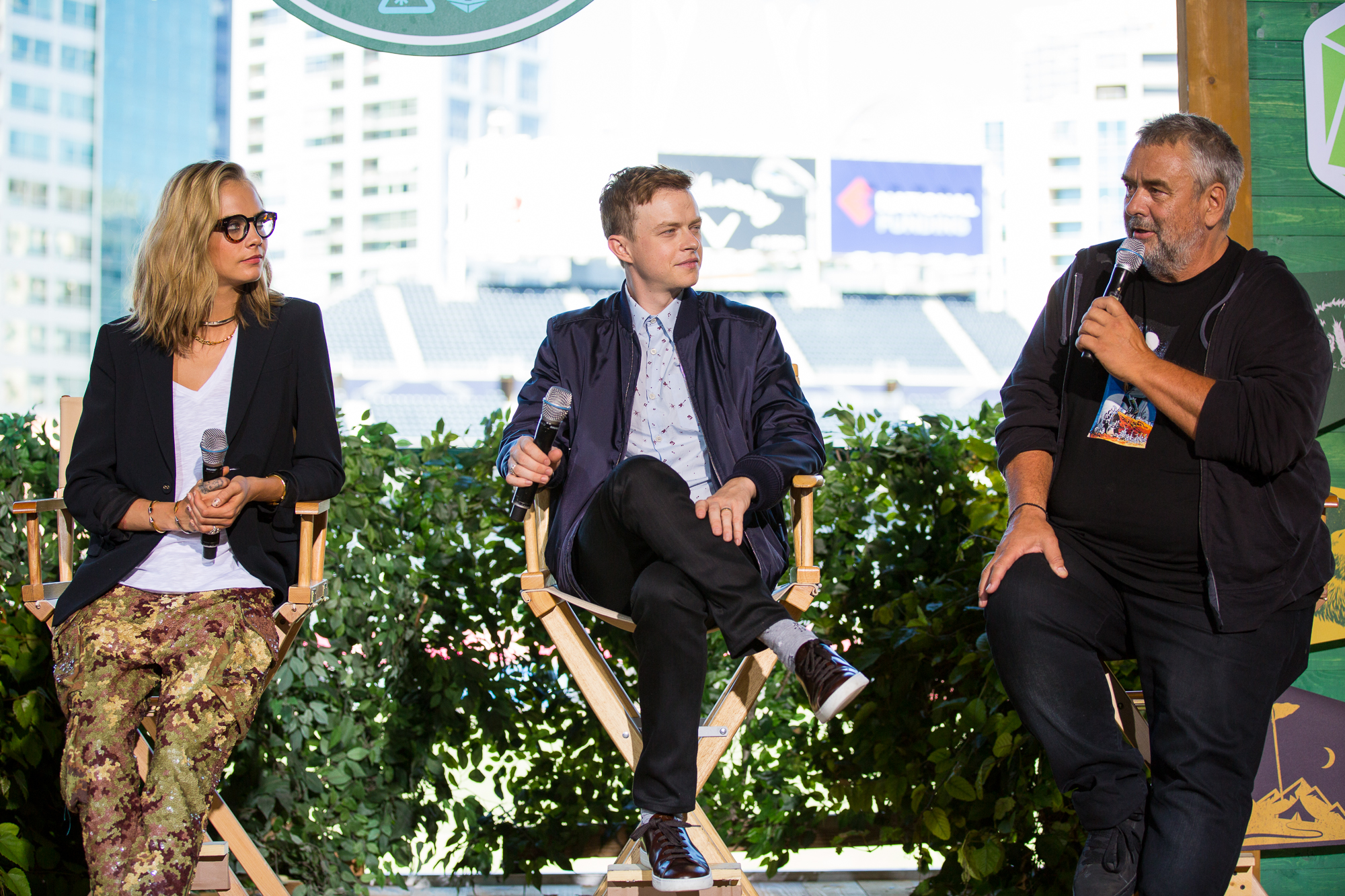
Delevingne, DeHaan y Luc Besson en el San Diego Comic-Con 2016, presentando Valerian y la ciudad de los mil planetas en Camp Conival.

- Dane DeHaan como el Mayor Valerian, un agente que viaja en el espacio y el tiempo y el socio/interés amoroso de Laureline.[16]
- Cara Delevingne como la Sargento Laureline, un agente que viaja en el espacio y el tiempo y el socio/interés amoroso de Valerian.[16]
- Clive Owen como Arün Filitt, el comandante de Valerian y Laureline.
- Rihanna como Bubble, una artista que cambia de forma.[16]
- Ethan Hawke como Jolly the Pimp.[16]
- Herbie Hancock como el ministro de Defensa.[17]
- Kris Wu como el Capitán Neza.[19]
- Rutger Hauer como el presidente de la Federación Estatal Mundial.
- John Goodman como la voz de Igon Siruss, un capitán pirata Kodar'Khan y el criminal más buscado de la galaxia.[20]
- Elizabeth Debicki como la voz del Emperados Haban Limaï.[21]
- Sam Spruell como el General Okto Bar.
- Alain Chabat como Bob el Pirata.
- Thom Findlay como la voz de los Piratas.
- Mathieu Kassovitz como Camelot en el gran mercado.
- Sand Van Roy como  Jessica Rabbit Creature.
- Sasha Luss como la Princesa Lihö-Minaa.
- Jonas Bloquet como Guerrero K-Tron/Soldado de la sala de control.
- Louis Leterrier como el Captain Welcoming Mercurys.
- Olivier Megaton como el Captain Welcoming KCO2.
- Sam Douglas como un turista estadounidense.

## Producción

### Desarrollo
En 2012 se anunció que Luc Besson planeaba hacer una película para la gran pantalla de la serie de cómic francesa Valérian y Laureline, publicado por primera vez en 1967, vendió 10 millones de copias y fue traducido a 21 idiomas. El 12 de mayo de 2015, Luc Besson reveló en su cuenta oficial de Twitter que iba a escribir y dirigir la versión cinematográfica de Valérian y Laureline. 
Esta película marca el regreso del director a la ópera espacial, veinte años después de dirigir El quinto elemento, y confirma su recurrencia al género de la ciencia ficción, sobre todo después de Lucy, película que fue un éxito de taquilla en todo el mundo en 2014. 
El presupuesto de esta película es de 170 millones de euros, el más grande jamás reunido para una película francesa.

### Casting
Dane DeHaan y Cara Delevingne son las primeros en confirmarse para los papeles protagonistas. El 19 de agosto de 2015, Clive Owen firmó para interpretar al comandante Arün Filitt. El 28 de octubre de 2015, Rihanna fue confirmada en la película para un papel no especificado aún. El 5 de diciembre de 2015, Ethan Hawke fue confirmado en la película para papel no especificado. El 12 de diciembre de 2015, Herbie Hancock es confirmada para un papel no especificado. El 15 de diciembre de 2015, Luc Besson confirmó a Kris Wu para un papel no especificado, posteriormente se corroboró que actuaría como el capitán Neza.

### Rodaje
La fotografía principal de la película comenzó el 5 de enero de 2016 en siete etapas de sonido dedicadas a la película en la Cité du cinéma, en Saint-Denis, al norte de París. En total, hay 2734 grabaciones con efectos visuales.

## Estreno
Valerian tuvo su estreno en Israel el 20 de julio y el 21 de julio de 2017 en los Estados Unidos así como en Francia el 26 de julio de 2017. Lionsgate realizó el lanzamiento de la película en Reino Unido e Irlanda. STX Entertainment distribuyó la película en los Estados Unidos. Diamond Films fue la encargada de distribuir la película en México -estrenada el 3 de agosto- y en el resto de Latinoamérica. La película fue lanzada el 25 de agosto de 2017 en China.
El primer teaser para Valerian fue lanzado el 10 de noviembre de 2016. El teaser muestra a Marmakas, Entertainers, Bagoulins, y Shingouz, que aparecen todos en el embajador de las Sombras. Una vista previa especial de Valerian se mostró antes de la presentación en 4K de El quinto elemento, en Fathom Events, el 14 y 17 de mayo.

## Recepción

### Taquilla
Hasta el 4 de septiembre de 2017, Valerian y la ciudad de los mil planetas ha recaudado $40.147.123 dólares en los Estados Unidos y Canadá y $171.122.332 en otros territorios por un total mundial de $211.269.455. Con un presupuesto de producción de entre 177 - 210 millones de dólares (alrededor de 197 millones de euros), la película necesitará unos ingresos brutos de entre 350 y 400 millones de dólares en todo el mundo para equilibrar y justificar una secuela.

#### Norteamérica
En Norteamérica, Valerian se estrenó junto a Dunkerque y Girls Trip, y se proyectaban ganancias iniciales de entre $20 - 25 millones de dólares de 3.553 cines, aunque en algunos inicios se creyó que obtendría al público adolescente. Hizo $6.5 millones en su primer día, incluyendo $1,7 millones de previews de la noche del jueves en 2.600 cines, rebajando las proyecciones del fin de semana a $16,5 millones. Terminó debutando con $17 millones, ubicándose en el quinto lugar en la taquilla, llevando a Deadline.com a etiquetarlo como un fracaso de taquilla, y causando una caída del 8,31% de las acciones de EuropaCorp el lunes siguiente.

#### Mundial
Fuera de América del Norte, la película se estrenó en 16 mercados junto a los Estados Unidos y recaudó 6,5 millones de dólares durante su fin de semana de estreno, incluyendo 2,5 millones de dólares en Alemania. En Francia, la película recaudó 3,72 millones de dólares (3,19 millones de euros) en su primer día, el segundo mejor día de estreno de 2017 tras Despicable Me 3.